# Forêts de Desvres et de Boulogne et bocage prairial humide du Bas-Boulonnais
Forêts de Desvres et de Boulogne et bocage prairial humide du Bas-Boulonnais este o arie protejată (sit de importanță comunitară — SCI) din Franța întinsă pe o suprafață de 1.328 ha, integral pe uscat.

## Localizare
Centrul sitului Forêts de Desvres et de Boulogne et bocage prairial humide du Bas-Boulonnais este situat la coordonatele 50°41′10″N 1°49′44″E / 50.6861°N 1.82888°E.

## Înființare
Situl Forêts de Desvres et de Boulogne et bocage prairial humide du Bas-Boulonnais a fost declarat arie specială de conservare în baza directivei 92/43 din 1992 referitoare la conservarea habitatelor naturale și a faunei și florei sălbatice pentru a proteja 2 specii de animale.

## Biodiversitate
Situată în ecoregiunea atlantică, aria protejată conține 12 habitate naturale: Formațiuni ierboase bogate în specii de Nardus, dezvoltate pe substraturi silicioase în zone montane (și în zone submontane, în Europa continentală), Pajiști cu Molinia pe soluri calcaroase, turboase sau argilos-nămoloase (Molinion caeruleae), Liziere de ierburi înalte hidrofile de câmpie și de nivel montan până la alpin, Pajiști umede nord-atlantice cu Erica tetralix, Ape oligotrofe din câmpii nisipoase, cu un conținut foarte redus de minerale (Littorelletalia uniflorae), Păduri acidofile de stejar bătrân cu Quercus robur pe câmpii nisipoase, Păduri aluvionare cu Alnus glutinosa și Fraxinus excelsior (Alno-Padion, Alnion incanae, Salicion albae), Ape stătătoare oligotrofe până la mezotrofe, cu vegetație de Littorelletea uniflorae și/sau de Isoëto-Nanojuncetea, Mlaștini împădurite, Păduri de fag acidofile atlantice, cu subarboret de Ilex și, uneori, de asemenea, Taxus, la nivelul arbuștilor (Quercion robori-petraeae sau Ilici-Fagenion), Păduri de fag Asperulo-Fagetum, Fânețe de joasă altitudine (Alopecurus pratensis, Sanguisorba officinalis).
La baza desemnării sitului se află mai multe specii protejate:
- mamifere (1): liliac cărămiziu (Myotis emarginatus)
- pești (1): zglăvoacă (Cottus gobio)

Pe lângă speciile protejate, pe teritoriul sitului au mai fost identificate 33 de specii de plante, 1 specie de amfibieni.